# UN-Pufferzone (Zypern)
Die von den Vereinten Nationen durch die United Nations Peacekeeping Force in Cyprus kontrollierte Pufferzone trennt auf der Insel Zypern das Gebiet des De-facto-Regimes der Türkischen Republik Nordzypern von dem unter Kontrolle der Republik Zypern stehenden Territorium. Sie ist der geographische und lebensweltliche Ausdruck des Zypernkonflikts und wird seit 1974 durchgehend von der UNFICYP UN-Friedensmission bewacht.

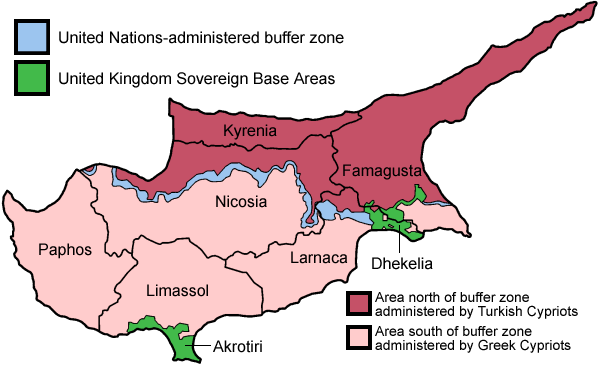
Distrikte der Insel Zypern mit UN-Pufferzone (blau) und britischen Souveränitätsgebieten (grün)

## Entstehung
Nachdem es in Zypern seit Jahren (auch bewaffnete) Konflikte zwischen den griechischen und türkischen Gruppen gegeben hatte und es zu Streit bezüglich des 13-Punkte-Memorandum zur Verfassungsänderung gekommen war, wurden beim blutigen Weihnachten 1963 49 türkische Zyprer und 20 griechische Zyprer getötet sowie 30 Menschen vermisst gemeldet. In Folge kam es zu gewaltsamen interkommunalen Kämpfen, bei denen insgesamt 1000 Zyperntürken und mindestens 200 Zyperngriechen getötet wurden. In Folge der Kämpfe und der Massaker flüchteten knapp 100.000 Zyperntürken, vorrangig nach Großbritannien. Noch heute leben dort mehr Zyperntürken als auf der Insel Zypern selbst.
In dieser Situation war eine direkte militärische Konfrontation zwischen den NATO-Partnern Griechenland und Türkei nicht mehr ausgeschlossen. Am 24. Dezember 1963 wurde ein Waffenstillstand beschlossen und der UN-Sicherheitsrat initiierte die Aufstellung der United Nations Peacekeeping Force in Cyprus. Die UNPFC setzte nach der türkischen Invasion Zyperns 1974 eine weitgehende Trennung der beiden Volksgruppen um. Die Hauptstadt Nikosia wurde durch die Einrichtung der zuerst von britischen, später von UN-Truppen überwachten neutralen Zone („Grüne Linie“) geteilt, Straßen wie die traditionelle Ledrastraße in der Stadt wurden gesperrt.

## Lage, Größe und Verlauf

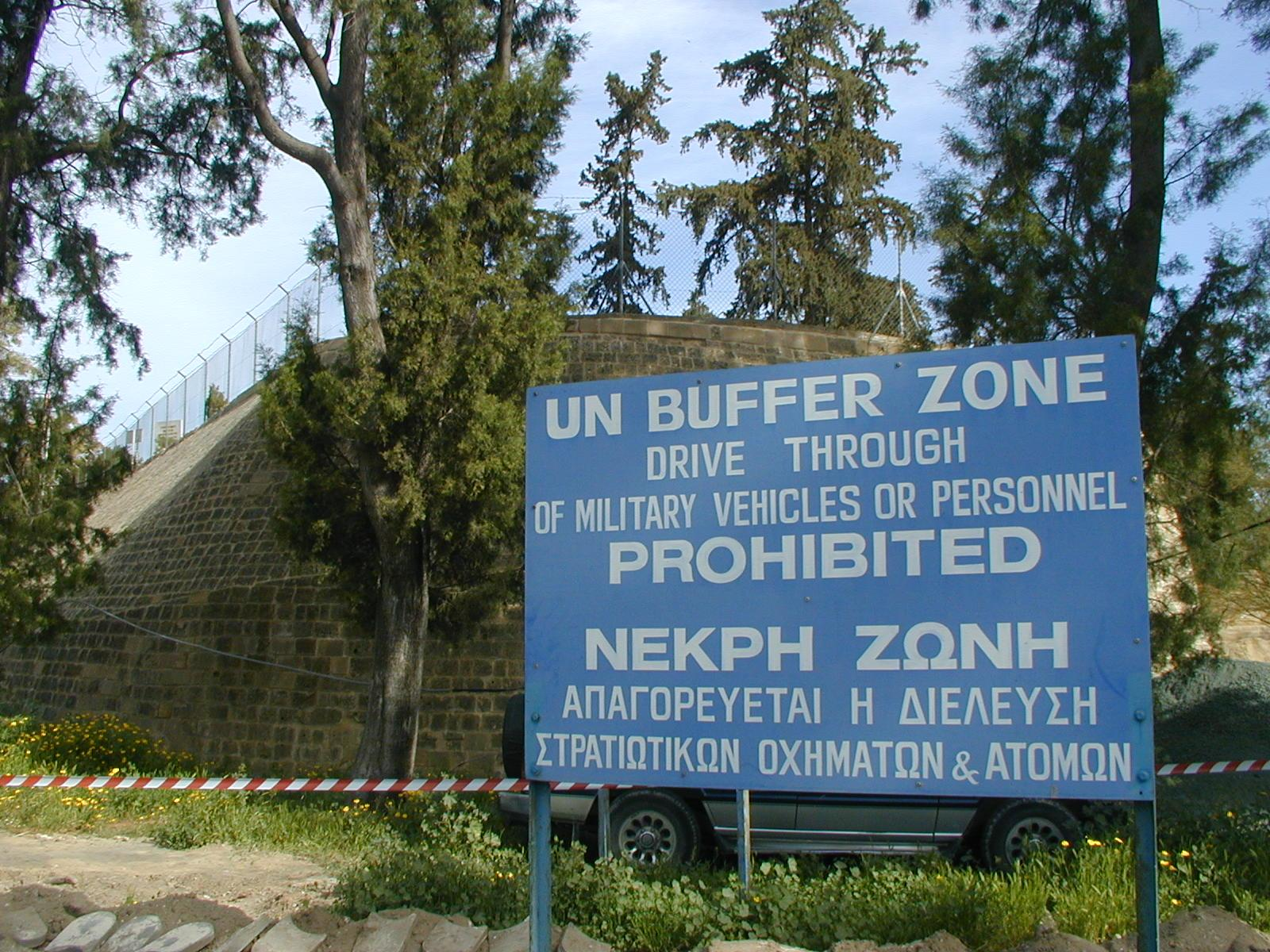
Warnschild an der Pufferzone am Ledra Palace (2003)

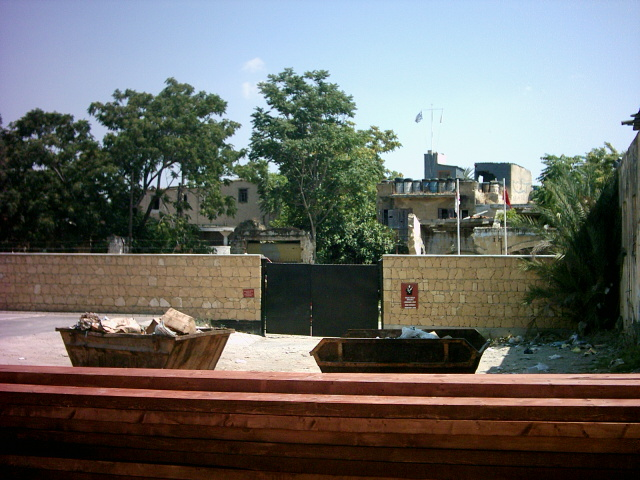
Blick auf die Green Line von türkisch-zypriotischer Seite in Nikosia (2005)

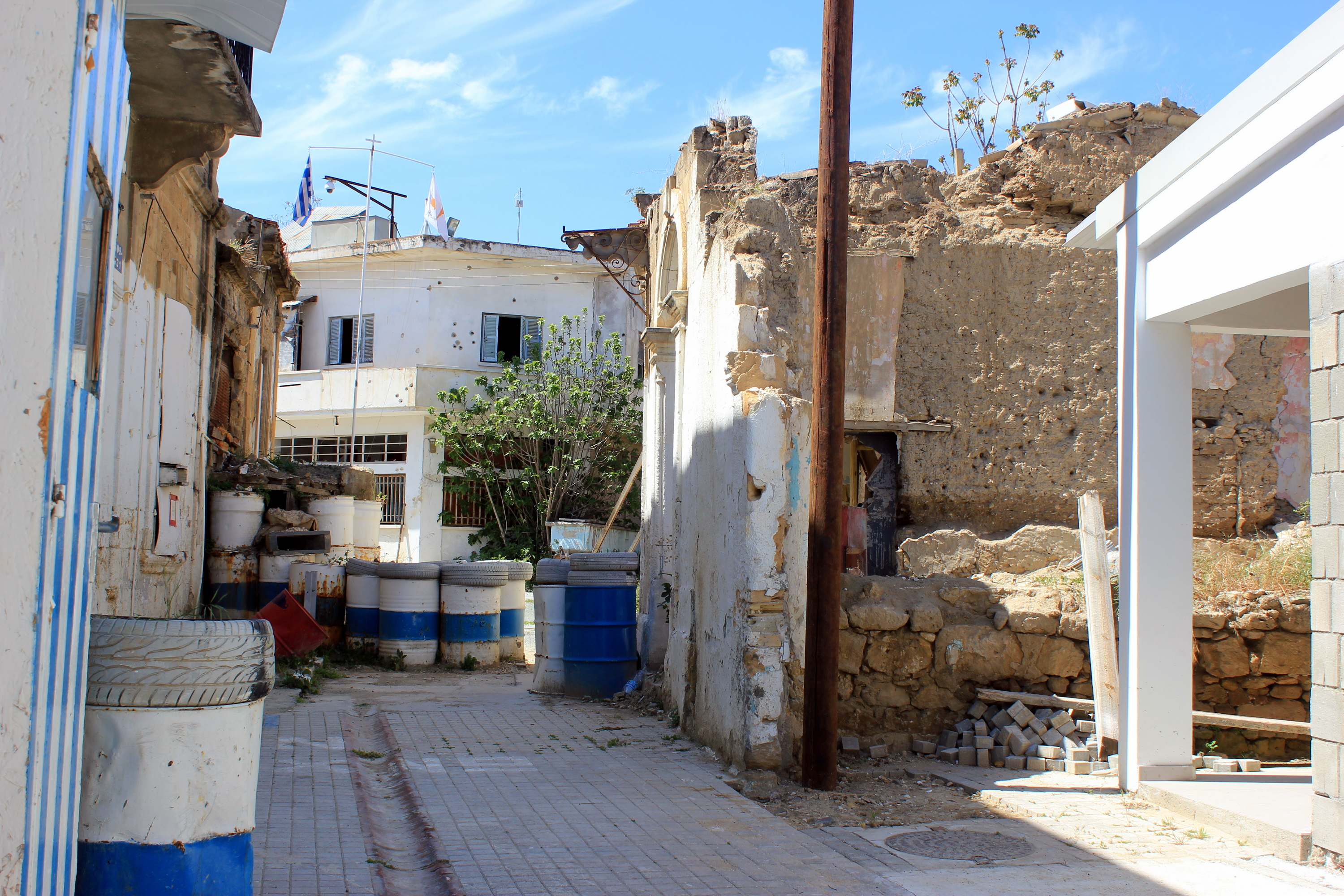
Die Green Line in Nikosia

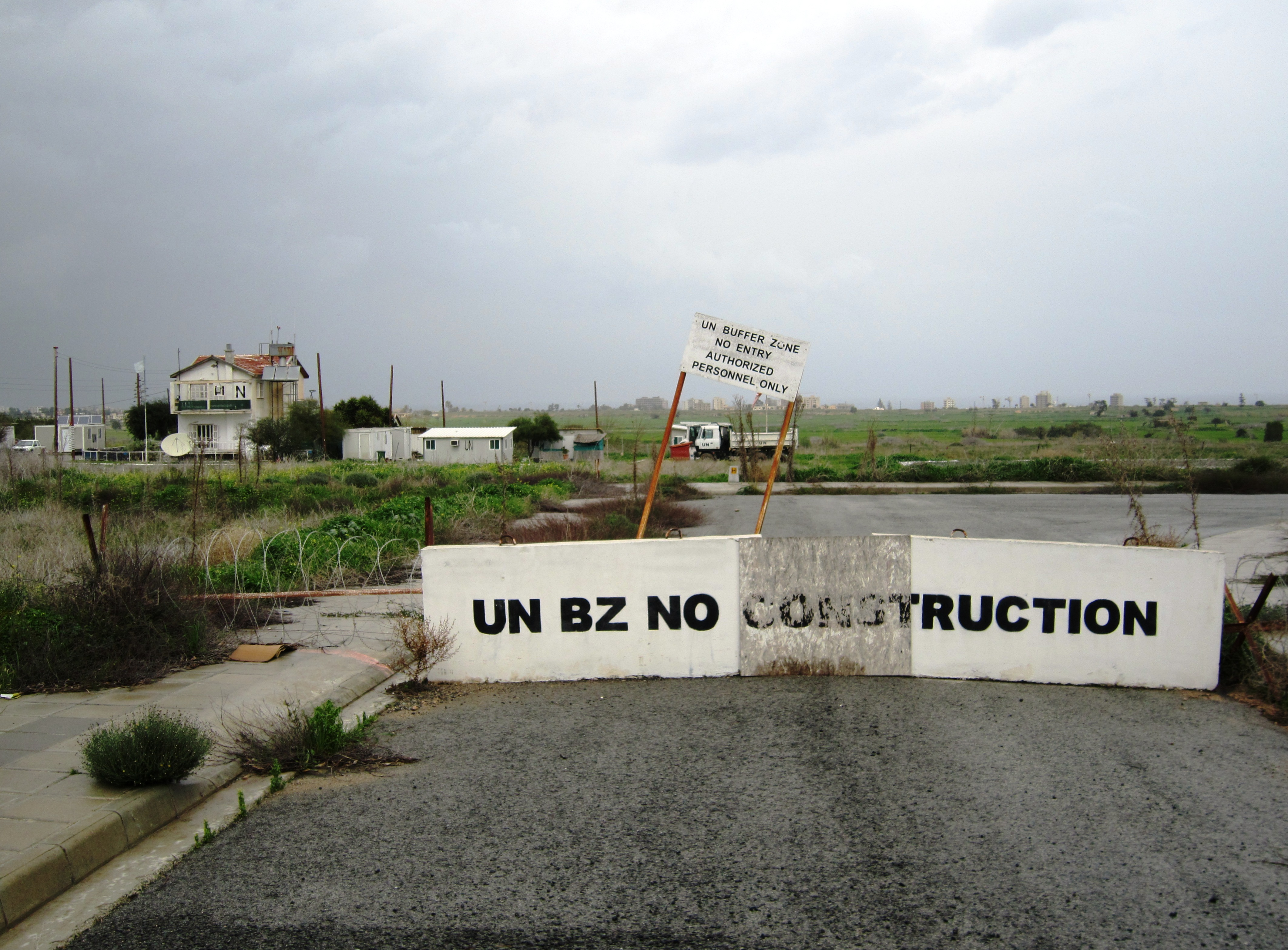
UN-Truppen in der Pufferzone (2012)

Die auch als Green Line (Grüne Linie, griechisch: Πράσινη Γραμμή, Prasini Grammi; türkisch: Yeşil Hat) bekannte Pufferzone schließt im Nordwesten der Insel das Gebiet von Erenköy/Kokkina ein, das unter der Herrschaft von Nordzypern steht, und verläuft dann an der Küste östlich von Kato Pyrgos zunächst nach Süden in das Bergland der Tilliria, erreicht südwestlich von Yukarı Yeşilırmak/Xerovounos eine Breite von fast drei Kilometer und setzt sich in östlicher Richtung fort, wobei sie sich südlich von Lefgios/Lefke stark verschmälert (Übergang seit November 2018). Weiter nach Osten lässt sie das Dorf Skouriotissa auf der unter der Kontrolle der Republik Zypern stehenden Seite und setzt sich nach Nordosten an Kato Koutrafas vorbei fort. Nordwestlich von Astromeritis liegt ein Übergang, der nach Morfou (türkisch heute: Güzelyurt) führt. Die hier ziemlich breite Pufferzone verläuft weiter wenig nördlich der Hauptstraße B9 an Peristerona und Akaki (beide unter Kontrolle der Republik Zypern) und buchtet weiter im Osten nach Norden aus, wobei sie einen Abschnitt der direkten Straße von Morfou in die Hauptstadt Nikosia (Levkosia) sowie die Dörfer Deneia und Mammari einschließt. Weiter nach Osten erfasst sie das Gebiet des seit 1974 stillgelegten Flughafens Nikosia und einen Abschnitt der Autobahn A9. Im Bereich der geteilten Hauptstadt Nikosia verengt sie sich teilweise auf wenige Meter, weist aber im Vorort Agios Dometios einen für Fahrzeuge geöffneten Übergang auf. Außerhalb der historischen Stadtmauer der Altstadt liegt das ehemalige Ledra Palace Hotel mit dem Hauptquartier der UN-Friedenstruppe. Hier befindet sich ein weiterer Übergang für Fußgänger. Südlich der Bastion Mula bis zum Paphos-Tor ist die Stadtmauer die Demarkationslinie. Die Green Line verläuft weiter quer durch die Altstadt, schneidet mehrfach die Paphos-Straße (Baf Caddesi) und verläuft südlich der Ermou Street, teilweise in der Themistokleous Street. In der Ledrastraße befindet sich der touristisch viel genutzte Fußgängerübergang zwischen dem Nordteil und dem Südteil der Insel.
Im Ostteil der Altstadt von Nikosia verläuft die Demarkationslinie weiter nördlich und lässt das Quartier Chrysaliniótissa in dem unter Verwaltung der Republik Zypern stehenden Bereich. Bei der Bastion Flatro wird die historische Stadtmauer wieder gequert. Die Demarkationslinie läuft in wechselnder Breite parallel zur Agiou Dimitriou Street nach Norden, macht eine Ausbuchtung um den Bubulines Hill und um die Old Famagusta Road (B16, kein Übergang) und führt östlich am Gelände der University of Cyprus vorbei. Sie zerschneidet dabei die Straße B17, die alte Verbindung von Nikosia nach Larnaka, die nach Gaziler/Pyrogi führte (kein Übergang). Die Pufferzone setzt sich nach Süden fort, umfasst als weit vorgeschobenen Vorposten von Nordzypern das Dorf Akıncılar/Louroujina und umfasst auch einen kurzen Abschnitt der Autobahn A2 westlich von Lympia. Sie verläuft östlich von Akıncılar nach Norden und verbreitert sich südöstlich von Gaziler stark, dabei die Dörfer Petrofani und Athienou einschließend. Nach einer erneuten Verengung der Pufferzone nördlich von Avdellero erweitert sich diese wieder und umfasst die Dörfer Troulli und Pyla (letzteres ein gemischtnationales Dorf). Bei Pyla erfasst die Pufferzone auf einem kurzen Abschnitt die Autobahn A3. Hier stößt sie auf das Hoheitsgebiet des Vereinigten Königreichs Dhekelia. Am Ostende des britischen Hoheitsgebiets setzt sich die Pufferzone zwischen Famagusta mit der „Geisterstadt“ Varosha und Deryneia (mit Übergang seit November 2018) noch bis zur zypriotischen Ostküste fort. Im Osten der Grenzlinie liegt Dekelia mit der Telekommunikationsaufklärung Ayios Nikolaos Station eine von zwei britischen Militärbasen auf Zypern. Es handelt sich bei den Sovereign Base Areas (SBA, ‚Souveräne Stützpunktbereiche‘) genannten Gebieten um britisches Hoheitsgebiet, das entsprechende Gebiet gehört also zu keiner der Konfliktparteien.
Die Länge der Pufferzone beträgt rund 180 km. Die Fläche wird mit 346 km² angegeben. Der Streifen ist militärisches Sperrgebiet und teilweise vermint. Die Grenze wird auch als seeseitige Verlängerung umgesetzt.

## Grenzübergänge
2018 wurden zwei neue Grenzübergänge eröffnet, was als vertrauensbildende Maßnahme verstanden wurde; jedoch waren griechisch-zypriotische Kräfte gegen die Eröffnung. Nach dem extremen Verfall der türkischen Lira im Norden fahren immer mehr griechische Zyprer in den türkisch-zyprischen Norden, um einzukaufen, zum Zahnarzt zu gehen und zu tanken. Seit Anfang 2018 ist die Zahl der Grenzgänger um 80 Prozent gestiegen, was hohe Verluste für den Staat zur Folge hat.
2025 gab es insgesamt neun Grenzübergänge, sieben davon sind mit dem Auto passierbar:
- Lokmacı – Ledra Street, Nikosia (nur Fußgänger)
- Ledra Palace, Nikosia (nur Fußgänger)
- Agios Dometios – Metehan, Nikosia
- Deryneia – Famagusta
- Pergamos – Beyarmudu-Pile (aus UNBZ via SBA Dekelia)
- Strovilia/Agios Nikolaos – Akyar/Famagusta (SBA Dekelia)
- Zodhia/Astromeritis – Bostancı
- Limnitis/Kato Pyrgos – Yeşilırmak
- Apliki Kato – Lefke

Für EU-Bürger ist zum Grenzübertritt ein Personalausweis oder Reisepass notwendig.